# Béboro
 Béboro è un comune del Ciad situato nel dipartimento di Barh Sara, provincia di Mandoul.